# Calothyrza margaritifera
Calothyrza margaritifera là một loài bọ cánh cứng trong họ Cerambycidae.